# Puerto Berrío
Puerto Berrío – miasto w Kolumbii, w departamencie Antioquia.